# Segon mapa de Piri Reis
El segon mapa de Piri Reis és el fragment supervivent del segon mapamundi dibuixat per l'almirall otomà Piri Reis el 1528. De fet, és l'angle nord-oest d'un gran mapa, que mostra les costes recentment descobertes de l'Amèrica Central, Florida, l'angle nord-est del Canadà i Groenlàndia. És una part del segon mapa que Piri Reis va regalar a Solimà I el Magnífic, juntament amb el primer mapa del món que va dibuixar el 1513, i roman avui dia al palau de Topkapi. En aquest mapa, Piri Reis deixa en blanc els llocs inexplorats i afirma, a les notes al marge, que no els va dibuixar perquè eren desconeguts. És més gran i més sofisticat que el primer mapa i, tècnicament, és el més avançat de l'època.

## Descripció
Es tracta d'un fragment de mapa dibuixat en 8 colors sobre pell de gasela d'una mida de 69 x 70 cm. Aquest mapa, com el primer, es va fer amb l'estil portolà dibuixant-hi la xarxa de rumbs, de la qual queden quatre roses dels vents grans i dues de petites. Una de les notes al marge indica que aquest mapa va ser realitzat per Piri Reis. Altres notes al marge contenen diverses informacions explicatives.
Al sud de Groenlàndia apareix Terranova al Canadà, que s'indica amb el nom de "Terra Nova", i el Labrador està escrit com a "Baccalao"; de fet, aquests llocs van ser descoberts pels portuguesos: Terra Nova va ser descoberta per Gaspar Corte-Real el 1500 i el Labrador pel seu germà Miguel Corte-Real al 1501. Una nota a nivell de l'Amèrica Central esmenta un explorador que va arribar a l'oceà passant per terra. Es tracta probablement de Vasco Núñez de Balboa, que va arribar al Pacífic per terra l'any 1513.
En aquest segon mapa del món, Piri Reis hi dibuixa illes i costes a partir dels descobriments recents. San Juan Batisto, que es mostra a Puerto Rico al primer mapa, en aquest es mostra a Florida. A diferència del primer mapa, influenciat pels mapes defectuosos de Cristòfor Colom, en aquest s'hi dibuixen amb força precisió les Bahames, les Antilles, Haití i Cuba. Aquesta última hi apareix com a "Isla di Vana", amb la seva latitud lleugerament equivocada com en els mapes de Juan de la Cosa i Cantino i l'anomenada Carta de l'Almirall. El Tròpic de Càncer, que no estava dibuixat en el primer mapa, en aquest ja hi apareix; Piri Reis el va anomenar "Günuzadısı" i hi va escriure al costat: Bu hat gün gayet uzadığı yere işarettir ('Aquesta línia indica on s'allarga el dia'). També hi són presents les penínsules del Yucatán i Hondures, que van ser descobertes el 1517 i el 1519 respectivament.